# Суджата Массі
Суджата Массі (англ. Sujata Massey) — американська письменниця детективного жанру і авторка історичних детективів. Станом на 2023 рік її твори опубліковані 12 мовами. Лауреатка кількох престижних літературних премій. Дебютний роман письменниці «Дружина Саларімена» отримав премію Агати у 1997 році за найкращий перший роман. У 2000 році її роман «Майстер квітів» отримав премію Мекавіті за найкращий роман. У 2019 році її перший роман із серії «Загадки Первін» «Вдови з Малабарського пагорба» отримав премію Мері Хіггінс Кларк, а також Меморіальну премію Брюса Александера за найкращу історичну таємницю "Конвенції лівого узбережжя", Меморіальну премію Сью Федер за найкращу історичну таємницю премії Мекавіті та премію Агати за найкращий історичний роман. Ця книга була обрана Publishers Weekly як найкращий містичний трилер 2018 року, а також стала найкращою книгою Amazon.com 2018 року.

## Біографія
Народилася в 1964 році в Сассексі, Англія, батько був вихідцем з Індії, а мати — з Німеччини. Вона емігрувала із сім'єю до Сполучених Штатів Америки у віці п'яти років і виросла в Сент-Полі, Міннесота. У 18 років вона переїхала до Балтімора, штат Меріленд, де навчалася в Університеті Джонса Гопкінса, який закінчила зі ступенем бакалавра з письменності в 1986 році.
Потім вона працювала в газеті Baltimore Evening Sun, покинувши її в 1991 році, щоб переїхати до Японії на два роки. Там вона працювала вчителем англійської мови і вивчала японську мову, аранжування квітів і кулінарію.
Повернулася до Сполучених Штатів Америки у 1993 році та почала нову кар'єру в 1997 році, коли її перша книга була опублікована видавництвом HarperCollins USA. Серія з її 11 книг розповідає про персонажа, яка має двонаціональне походження, Рей Шимуру, вчительки англійської мови в Токіо, і стосується соціальних питань і багатої мистецької спадщини Японії. Найновіший роман цієї серії — «Узбережжя Кідзуна», дія якого відбувається в зруйнованому цунамі Тохоку.
Наприкінці 1990-х до 2020 року Массі часто подорожувала до Індії та зацікавилася історією індійських жінок у пізній британській колоніальній Індії. У 2013 році вона опублікувала роман під назвою «Сплячий словник», дія якого відбувається в Британській Індії між 1930 і 1947 роками. У цьому романі 10-річна селянська дівчинка Пом, осиротіла через циклон, вирушає в колоніальну одіссею, яка веде її в доросле життя борця за свободу. В Індії ця книга має назву «Місто палаців».
Массі продовжує досліджувати Індію початку XX століття за допомогою своєї найвідомішої роботи, серіалу юридичних загадок, дія якого відбувається в Бомбее 1920-х років. Він починається з першого роману «Вдови з Малабарського пагорба», в центрі якого — молода жінка-парс, юристка, яка бореться з дискримінацією у своїй кар'єрі та в житті жінок і дітей, яким вона допомагає. Головну героїню книги, Первін Містрі, частково надихнули перші дві індійські жінки-адвокати, Корнелія Сорабджі (Cornelia Sorabji) та Мітан Джамшед Лем (Mithan Jamshed Lam).
У другій книзі «Місячний камінь Сатапура» Первін розгадує таємницю у вигаданій князівській державі Сатапур. У третій книзі «Бомбейський принц» Первін розслідує смерть молодої індійки під час заворушень при приїзді принца Уельського, які відбулися в Бомбеї в листопаді 1921 року. Новела-приквел за участю Первін Містрі має назву «Чисельно перевершує Оксфорд» і являє собою коротку детективну історію, дія якої відбувається в її студентські роки в Англії.

## Твори

### Серія Рей Шимури

#### Романи
- The Salaryman's wife (Дружина Саларімена) (1997) (отримав премію Агати)
- Zen Attitude (Ставлення дзен) (1998)
- The Flower Master (Квітковий майстер) (1999) (отримав премію Мекавіті)
- The Floating Girl (Плаваюча дівчина) (2000)
- The Bride's Kimono (Кімоно нареченої) (2001)
- The Samurai's Daughter (Дочка самурая) (2003)
- The Pearl Diver (Шукач перлів) (2004)
- The Typhoon Lover (Коханець тайфуну) (2005)
- Girl in a Box (Дівчина в коробці) (2006)
- Shimura Trouble (Проблема Шимури) (2008)
- The Kizuna Coast (Узбережжя Кізуна) (2014)

#### Оповідання
- Junior High Samurai (Молодий самурай) 2001
- The Convenience Boy (Зручний хлопець) (2002)
- The Deepest Blue (Найсиніше) (2005)

### Серія Первін Містрі

#### Романи
- The Widows of Malabar Hill (Вдови з Малабарського пагорба) (2018) (отримав премії Агати, Лефті, Мері Хіггінс Кларк)
- The Satapur Moonstone (Місячний камінь Сатапура) (2019) (отримав премію Лефті)
- The Bombay Prince (Бомбейський принц) (2021)
- The Mistress of Bhatia House (Господиня дому Бхатія) (2023)

#### Коротка форма
- Outnumbered at Oxford (Чисельно перевершує Оксфорд) (2015) новела
- Hairpin Holiday (Свято шпильки) (2018) (збірка оповідань)

### Інші твори
- India Gray (Індія в сірому) (2015) (збірка оповідань)
- The Sleeping Dictionary[en] (Сплячий словник / Місто палаців) (2013)
- Goodwood Gardens (Сади "Добрий ліс"), (2006) (оповідання)
- The Mayor’s Movie (Фільм «Мер») (2008)